# Chiheru de Jos (gmina)
Chiheru de Jos – gmina w Rumunii, w okręgu Marusza. Obejmuje miejscowości Chiheru de Jos, Chiheru de Sus, Urisiu de Jos i Urisiu de Sus. W 2011 roku liczyła 1644 mieszkańców.

## Współpraca
Miejscowość partnerska:
- Merchtem, Belgia